# Người Itza

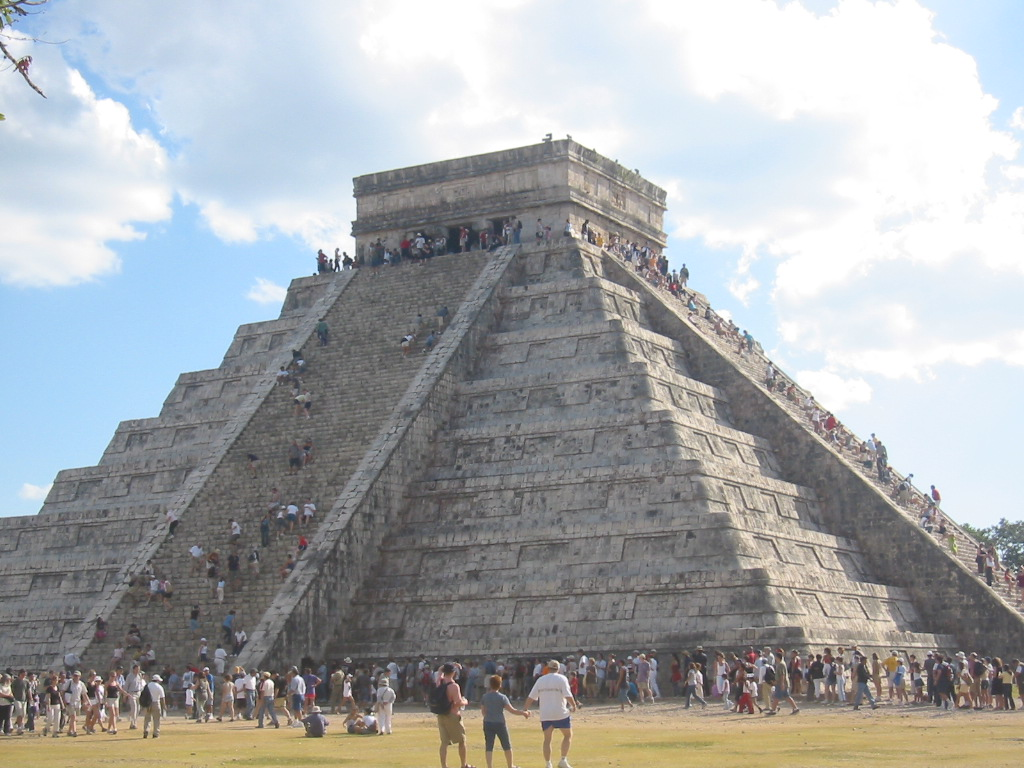
"El Castillo" ở Chichen Itza

Người Itza là một dân tộc Guatemala có liên hệ với nền văn minh Maya. Họ sống ở vùng Petén của Guatemala ở trong và xung quanh thành phố Flores trên Hồ Petén Itza.